# یوزپلنگ (فیلم ۱۹۹۴)
یوزپلنگ (به انگلیسی: Cheetah) فیلمی هندی محصول سال ۱۹۹۴ و به کارگردانی هامش مالهوترا است. در این فیلم بازیگرانی همچون میتون چاکرابورتی، آشوینی بیهیو، شیکها سواروپ، پریم چوپرا، گلشن گروور، راضا مراد، پانت ایثار و شامی ایفای نقش کرده‌اند.